# Vincent de Vries
Vincent de Vries (1973) is een Nederlands sportjournalist en biograaf.
De Vries is journalist voor onder meer de tijdschriften Panorama en Nieuwe Revu. Daarnaast schrijft  hij biografieën van sporters, zoals van de turnster Verona van de Leur met de gelijknamige titel, en Balverliefd van de voetbalster Anouk Hoogendijk. Met het boek Vechtlust, een biografie van voormalig voetballer Fernando Ricksen, ontving hij de publieksprijs van het Beste sportboek van het jaar 2013.
- Library of Congress Control Number: nb2016009148
- Virtual International Authority File: 289014496